# Городищенська сільська рада (Андрушівський район)
Городищенська сільська рада — колишня адміністративно-територіальна одиниця та орган місцевого самоврядування у Вчорайшенському і Андрушівському районах Бердичівської округи, Київської та Житомирської областей Української РСР з адміністративним центром у селі Городище.

## Населені пункти
Сільській раді на момент ліквідації були підпорядковані населені пункти:
- с. Городище

## Населення
Відповідно до перепису населення СРСР, станом на 17 грудня 1926 року, чисельність населення ради становила 1 379 осіб, з них, за статтю: чоловіків — 678, жінок — 701; етнічний склад: українців — 1 377, росіян — 2. Кількість господарств — 280, з них, неселянського типу — 3.

## Історія та адміністративний устрій
Створена 1923 року в с. Городище Бровківської волості Сквирського повіту Київської губернії. 7 березня 1923 року ввійшла до складу новоствореного Бровківського (згодом — Вчорайшенський) району Бердичівської округи. 27 червня 1925 року передана до складу Андрушівського району. Станом на 17 грудня 1926 року на обліку перебувають лісові сторожки Урочище Поруби та Харліївщина, котрі, станом на 1 жовтня 1941 року, зняті з обліку населених пунктів.
Станом на 1 вересня 1946 року сільська рада входила до складу Андрушівського району Житомирської області, на обліку в раді перебувало с. Городище.
Ліквідована 11 серпня 1954 року, внаслідок виконання указу Президії Верховної ради УРСР «Про укрупнення сільських рад по Житомирській області», територію та с. Городище передано до складу Міньковецької сільської ради Андрушівського району Житомирської області.